# 利伯蒂 (北卡羅萊納州)
利伯蒂（英語：Liberty）是一個位於美國北卡羅萊納州蘭道夫縣的城鎮。

## 人口
根據2020年美國人口普查的數據，利伯蒂的面積為8.15平方千米，當中陸地面積為8.11平方千米，而水域面積為0.03平方千米。當地共有人口2655人，而人口密度為每平方千米326人。